# Mikroregion Šternbersko
Mikroregion Šternbersko jako dobrovolný svazek obcí byl založen 26. června 2015 na ustavující valné hromadě. Jako volné sdružení obcí však existuje již od roku 1998. K 1. 1. 2019 jej tvoří 26 obcí o celkové rozloze 374 km2 a celkovým počtem 34 000 obyvatel.
Přirozeným centrem Mikroregionu je město Šternberk. Dopravní osou území je komunikace Olomouc–Opava (I/46) a železniční trať Olomouc–Uničov. Území je pestré a charakterizuje ho jak úrodná Haná, tak kopcovitý a lesnatý reliéf Nízkého Jeseníku.
Původním cílem založení Mikroregionu bylo iniciovat spolupráci obcí na místní úrovni, nalézat společná řešení problémů, umožnit lepší přenos informací mezi obcemi, zpracovávat projekty a připravovat se k účasti na regionálních projektech vedoucích k revitalizaci venkovského prostoru regionu. Mikroregion v minulosti realizoval několik projektů zejména z Programu obnovy venkova.
V roce 2015 byla zpracována nová strategie Mikroregionu, ve které byly vytyčeny priority, a v rámci této se aktuálně připravují a realizují společné projekty z oblasti strategického rozvoje, životního prostředí, cykloturistiky a meziregionální spolupráce. Mikroregion se v roce 2016 zapojil do projektu Svazu měst a obcí s názvem „Centra společných služeb“. Pracovníci Mikroregionu díky jeho realizaci zajišťují servisní a poradenské služby pro členské obce i veřejnost. Mikroregion také funguje jako informační platforma pro obce, organizuje pravidelná tematická setkání představitelů samospráv týkající se aktuálních témat. Pro obce zpracovává strategické rozvojové dokumenty (programy rozvoje), koncepční dokumenty (pasporty), pomáhá jim s projekty, veřejnými zakázkami a ochranou osobních údajů (GDPR).

## Galerie

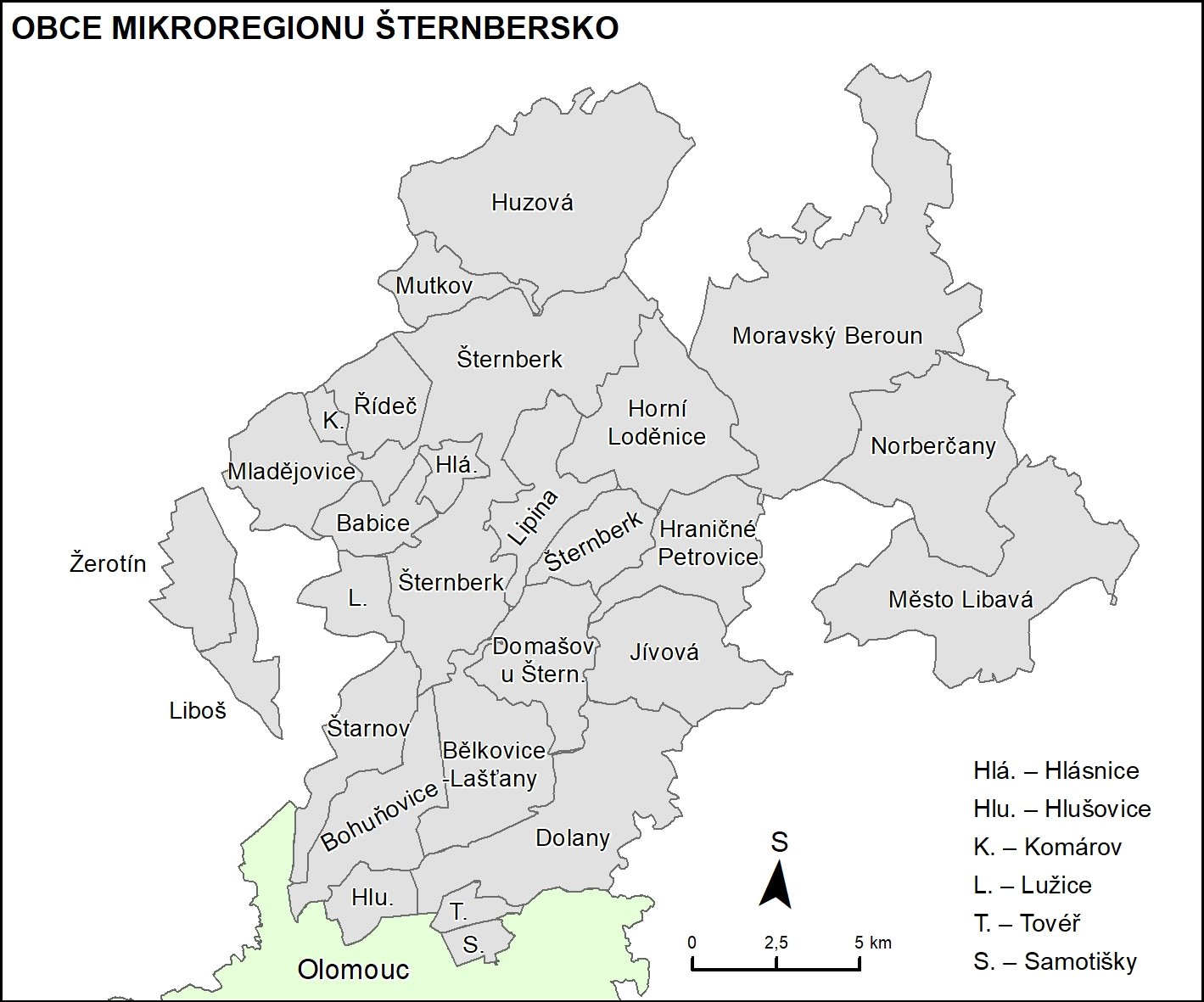
Mapa členských obcí Mikroregionu Šternbersko

## Obce sdružené v mikroregionu
| Obec                 | SO ORP    | Počet obyvatel | Rozloha (km²) | Nadmořská výška (m n. m.) | Starosta                  |
| Babice               | Šternberk | 466            | 6,0           | 244                       | Dana Haasová              |
| Bělkovice-Lašťany    | Olomouc   | 2 295          | 15,3          | 235                       | Ing. Tomáš Němčic         |
| Bohuňovice           | Olomouc   | 2 507          | 12,6          | 231                       | Mgr. Jitka Stužková       |
| Dolany               | Olomouc   | 2 732          | 23,8          | 254                       | Ing. Rudolf Pečinka       |
| Domašov u Šternberka | Šternberk | 332            | 11,7          | 437                       | Ing. Michaela Procházková |
| Hlásnice             | Šternberk | 218            | 2,8           | 380                       | Marián Marghold           |
| Hlušovice            | Olomouc   | 881            | 4,2           | 217                       | Jaromír Malý              |
| Horní Loděnice       | Šternberk | 326            | 18,2          | 543                       | Gustav Repaň              |
| Hraničné Petrovice   | Šternberk | 136            | 12,2          | 587                       | Drahomír Havlík           |
| Huzová               | Šternberk | 579            | 34,4          | 534                       | Ing. Yvona Jirušová       |
| Jívová               | Šternberk | 586            | 15,3          | 600                       | Mgr. Jan Pewner           |
| Komárov              | Šternberk | 199            | 1,5           | 261                       | Ing. Lucie Konupková      |
| Liboš                | Olomouc   | 635            | 4,3           | 223                       | Jan David                 |
| Lipina               | Šternberk | 172            | 9,9           | 482                       | Tomáš Pudl                |
| Lužice               | Šternberk | 388            | 5,1           | 242                       | Mgr. Jaroslav Žaluda      |
| Město Libavá         | Šternberk | 603            | 29,2          | 530                       | Bc. Štěpánka Tichá        |
| Mladějovice          | Šternberk | 712            | 10,4          | 243                       | Ing. Josef Pelikán        |
| Moravský Beroun      | Šternberk | 2 985          | 51,2          | 525                       | Tomáš Feranec             |
| Mutkov               | Šternberk | 51             | 5,6           | 593                       | Ivana Strnadová           |
| Norberčany           | Šternberk | 267            | 22,4          | 544                       | Marie Vališová            |
| Řídeč                | Šternberk | 199            | 7,3           | 284                       | Jaroslav Míča             |
| Samotišky            | Olomouc   | 1 367          | 1,9           | 267                       | Jana Zaoralová            |
| Štarnov              | Šternberk | 755            | 9,9           | 224                       | Ing. Stanislav Nykl       |
| Šternberk            | Šternberk | 13 481         | 48,8          | 268                       | Ing. Stanislav Orság      |
| Tovéř                | Olomouc   | 603            | 2,1           | 247                       | Miroslav Majer            |
| Žerotín              | Šternberk | 464            | 7,9           | 227                       | Robert Venský             |
| Celkem               | Celkem    | 33 939         | 373,7         | –                         | –                         |